# Елијас Фигуероа
Елијас Рикардо Фигуероа Брандер (шп. Elías Ricardo Figueroa Brander; 25. октобар 1946) бивши је чилеански фудбалер.

## Биографија
Започео је фудбалску каријеру 1962. године у млађим категоријама Сантијаго вондерерса. Две године касније пребачен је у први тим. Кратко је био на позајмици 1964 код Унион Ла Калере. Од 1967. године прелази у Пењарол из Монтевидеа, за који је играо пет година, да би 1972. прешао у Интернасионал за који је одиграо чак 336 утакмица и постигао 27 погодака. Од 1977. до 1980. игра за Палестино. Каријеру је завршио 1982. године у екипи Коло Коло. Три пута узастопно је био јужноамерички фудбалер године (1974, 1975, 1976).
За фудбалску репрезентацију Чилеа је наступао 16 година од 1966. до 1982, одиграо 47 утакмица и постигао два поготка. Био је учесник на три Светска првенства 1966, 1974 и 1982. године. Године 1974. Фигуероа је изабран за најбољег централног дефанзивца турнира и у најбољи тим Светског првенства.

## Успеси

### Клуб
Пењарол
- Првенство Уругваја (2): 1967, 1968.
- Суперкуп интерконтиненталних шампиона (1): 1969.

Интернасионал
- Лига Гаучо (5): 1972, 1973, 1974, 1975, 1976.
- Серија А Бразила (2): 1975, 1976.

Палестино
- Куп Чилеа (1): 1977.
- Првенство Чилеа: 1978.